# Берарди, Филиппо
Филиппо Берарди (итал. Filippo Berardi; 18 мая 1997, Сан-Марино) — сан-маринский футболист, вингер итальянского клуба «Саморезе» и сборной Сан-Марино.

## Клубная карьера
Воспитанник клуба «Римини», в составе которого он дебютировал во взрослом футболе. Долгое время принадлежал команде Серии А «Торино», но за четыре года Берарди не сыграл за неё ни разу. Игрок отправлялся в аренду в коллективы Серии С.
В 2019 году сан-маринец заключил двухлетний контракт с «Вибонезе», а по его окончании он ушел в другой клуб низшей лиги — «Анкона-Мателика».

## Международная карьера
Филиппо Берарди привлекался в ряды юношеской и молодежной сборной Сан-Марино. За главную национальную команду страны дебютировал 4 сентября 2016 года в поединке отборочного турнира Чемпионата мира 2018 года в России против Азербайджана (0:1).
16 ноября 2019 года забил в ворота Казахстана (1:3) в рамках отбора на Чемпионат Европы 2020 года. Этот мяч стал первым для сан-маринцев за два года.
21 ноября 2023 года в рамках отбора на Чемпионат Европы 2024 года забил в ворота Финляндии (1:2).